# Alfred Felber
Pour les articles homonymes, voir Felber.
Alfred Felber, né le 19 septembre 1886 et mort le 10 avril 1967 à Genève, est un rameur d'aviron suisse.

## Palmarès

### Jeux olympiques
- Anvers 1920
  -  Médaille de bronze en deux barré.
- Paris 1924
  -  Médaille d'or en deux barré.

### Championnats d'Europe
- Championnats d'Europe d'aviron 1912
  -  Médaille d'or
- Championnats d'Europe d'aviron 1913
  -  Médaille d'argent
- Championnats d'Europe d'aviron 1920
  -  Médaille d'argent
- Championnats d'Europe d'aviron 1922
  -  Médaille d'or
- Championnats d'Europe d'aviron 1923
  -  Médaille d'or[1]